# Trachypenaeopsis richtersii
Trachypenaeopsis richtersii is een tienpotigensoort uit de familie van de Penaeidae. De wetenschappelijke naam van de soort is voor het eerst geldig gepubliceerd in 1884 door Miers.